# Horcajo de Santiago
Horcajo de Santiago – gmina w Hiszpanii, w prowincji Cuenca, w Kastylii-La Mancha, o powierzchni 96,03 km². W 2011 roku gmina liczyła 4306 mieszkańców.